# Episodi di Billions (quinta stagione)
La quinta stagione della serie televisiva Billions, composta da dodici episodi, è stata trasmessa sul canale statunitense via cavo Showtime dal 3 maggio 2020. A causa della pandemia di COVID-19, sono andati in onda soltanto i primi sette episodi della stagione. I rimanenti cinque sono stati trasmessi dal 5 settembre al 3 ottobre 2021.
In Italia la stagione è andata in onda sul canale satellitare Sky Atlantic dal 24 giugno 2020 al 5 ottobre 2021.
| n° | Titolo originale    | Titolo italiano             | Prima TV USA      | Prima TV Italia   |
| -- | ------------------- | --------------------------- | ----------------- | ----------------- |
| 1  | The New Decas       | I nuovi deca                | 3 maggio 2020     | 24 giugno 2020    |
| 2  | The Chris Rock Test | Il test di Chris Rock       | 10 maggio 2020    | 24 giugno 2020    |
| 3  | Beg, Bribe, Bully   | Implora, corrompi, minaccia | 17 maggio 2020    | 1º luglio 2020    |
| 4  | Opportunity Zone    | Riqualificazione            | 24 maggio 2020    | 1º luglio 2020    |
| 5  | Contract            | Accordo                     | 31 maggio 2020    | 8 luglio 2020     |
| 6  | The Nordic Model    | Il modello nordico          | 7 giugno 2020     | 8 luglio 2020     |
| 7  | The Limitless Shit  | Una roba senza limiti       | 14 giugno 2020    | 8 luglio 2020     |
| 8  | Copenhagen          | Copenhagen                  | 5 settembre 2021  | 7 settembre 2021  |
| 9  | Implosion           | Implosione                  | 12 settembre 2021 | 14 settembre 2021 |
| 10 | Liberty             | Libertà                     | 19 settembre 2021 | 21 settembre 2021 |
| 11 | Victory Smoke       | Fumata della vittoria       | 26 settembre 2021 | 28 settembre 2021 |
| 12 | No Direction Home   | Senza ritorno               | 3 ottobre 2021    | 5 ottobre 2021    |

## I nuovi deca
- Titolo originale: The New Decas
- Diretto da: Matthew McLoota
- Scritto da: Brian Koppelman e David Levien

### Trama
Charles sposa Roxanne, giovane donna della tribù indiana con cui è da tempo in affari. Chuck, che sta divorziando da Wendy, soffre nel riflettere sul futuro che lo attende senza una moglie che è stata, assieme alla giustizia, il faro della sua vita. Wendy spinge per rendere pubblica la separazione, ma Chuck la invita ad aspettare perché ha in serbo un importante cambiamento. Kate è tornata a lavorare per Chuck, con l'ambizione di diventare sua socia e poi ottenere un seggio al Congresso. Axe e Wags rientrano da un viaggio lungo l'autostrada dell'Alaska, trovando un'azienda dilaniata dai contrasti tra i dipendenti della Axe Capital e quelli in quota Tmc.
Chuck ha messo nel mirino una cripto-miniera riconducibile ad Axe. Quest'ultimo spera di risolvere la faccenda con una chiacchierata amichevole, rendendosi conto però che i rapporti tra loro sono cambiati. Chuck ha ricevuto la soffiata sulla cripto-miniera da Taylor, cui il procuratore rivolge l'invito di prestare attenzione su quanto sta accadendo alla Axe Capital. Bonnie suggerisce a Wendy, per riportare la calma in azienda, di ristabilire quel clima goliardico che esisteva prima del caos generato dalle mosse spregiudicate di Axe. Wendy invita la famosa wrestler Becky Lynch, una sua vecchia cliente, per dimostrare ai dipendenti di Axe Capital e Tmc come sia possibile riuscire a collaborare per il bene comune dell'organizzazione. Taylor confessa ad Axe il suo doppiogioco, del quale il suo superiore era comunque al corrente, volendo sfruttare il suo idealismo per far crescere l'azienda. Intanto, Axe inizia a soffrire l'ascesa di Michael Prince, un suo storico rivale che punta a scalzarlo dal podio degli operatori economici.
Axe restituisce a Chuck i libri su Winston Churchill, che aveva venduto in un momento di difficoltà, in cambio di un gesto distensivo sul fronte della cripto-miniera. Il massimo che Chuck può fare è trasformare l'inchiesta da penale a civile. Wendy rende pubblico il suo prossimo divorzio da Chuck.
- Ascolti USA: telespettatori 610.000 – rating 18-49 anni 0,14%[4]

## Il test di Chris Rock
- Titolo originale: The Chris Rock Test
- Diretto da: Lee Tamahori
- Scritto da: Adam R. Perlman

### Trama
Chuck reagisce all'annuncio di Wendy congelando i suoi conti correnti, una mossa che le impedisce di acquistare una nuova casa e non gravare più su Axe, il quale sta ospitando lei e i figli in un suo appartamento. Sweeney toglie a Chuck il caso della cripto-miniera, non tollerando la sua decisione di declassare l'inchiesta da penale e civile, e lo affida al procuratore di Manhattan Mary Ann Gramm. Axe è stato invitato da Michael Prince a partecipare per la prima volta alla sua annuale conferenza a Mohonk Mountain House. Axe intende assestare un duro colpo al rivale, soffiandogli il business degli psicoattivi naturali, motivo del suo recente viaggio lungo l'autostrada dell'Alaska.
Adam Degiulio è preoccupato per l'improvvisa comparsa di un vecchio memorandum, da lui redatto quando era studente, in cui si diceva favorevole all'utilizzo della tortura. Degiulio chiede aiuto a Chuck, poiché questo scandalo rischia di assestare un duro colpo alla sua ambizione di diventare giudice della Corte suprema. Chuck prova a intercedere in suo favore presso la senatrice Marcia Vandeveer, colei che vaglia le candidature alla Corte suprema per il Partito Democratico, senza ottenere alcuna deroga. In realtà, è stato lo stesso Chuck a divulgare il memorandum contro Degiulio, in modo tale da poterlo nominare procuratore aggiunto ad interim, così da mostrarsi benevolo ai suoi occhi. Michael dibatte con Axe sul futuro del capitalismo, sostenendo che tutte le persone presenti a Mohonk Mountain House sono dei privilegiati che non hanno meriti particolari e sono riusciti a costruire le loro brillanti carriere solamente per fortuna. Axe resta di stucco quando alla cena di chiusura Michael presenta il suo nuovo socio, Bram Longriver, il capo indiano che aveva promesso a lui l'esclusiva sugli psicoattivi naturali. Axe annuncia a Wags che intende costituire una banca per essere ancora più ricco.
Rimasta sola a guidare la Axe Capital, poiché Wags e Taylor hanno accompagnato Axe a Mohonk Mountain House, Wendy si trova a fronteggiare un imprevisto quando le compare davanti la titolare del fondo degli educatori dell'Ontario, tra gli investitori più importanti della società. Wendy chiede l'aiuto di Lauren per gestire la situazione e convincere la titolare del fondo che l'investimento nella Axe Capital è assolutamente sicuro. Wendy offre a Lauren la guida delle relazioni con gli investitori della Axe Capital, nomina a cui Taylor dà il suo benestare perché porterà vantaggi anche alla Tmc. Chuck propone a Taylor di ribaltare i termini del loro accordo, dato che ora sarà lui a passare informazioni compromettenti su Axe.
- Ascolti USA: telespettatori 633.000 – rating 18-49 anni 0,12%[5]

## Implora, corrompi, minaccia
- Titolo originale: Beg, Bribe, Bully
- Diretto da: John Dahl
- Scritto da: Ben Mezrich

### Trama
Axe non riesce a venire a capo della faccenda della banca, tanto che nemmeno il segretario al Tesoro Todd Krakow è in grado di aiutarlo perché, con i suoi passati problemi legali, avrebbe ben poche possibilità di ottenere il fondo di garanzia. Come se non bastasse, Axe è convocato all'accademia Skinner in cui studia suo figlio Gordie, responsabile di una bravata che ha comportato un black-out dell'intero plesso scolastico. Julien Kessel, il preside della Skinner, è intenzionato a espellere Gordie per dimostrare come le macchinazioni di Axelrod potranno anche funzionare nel mondo reale, ma non intaccheranno mai il buon nome della scuola. Axe non vuole che Gordie abbia alcuna conseguenza, poiché un'espulsione alla Skinner gli comprometterebbe un brillante avvenire nelle università più prestigiose del Paese. A Chuck viene offerta una cattedra all'università di Yale, ma la preside gli fa notare come suo padre Charles non abbia mantenuto la sua promessa di donare ogni anno 100.000 $ all'ateneo. Taylor ha bisogno di un grosso affare per rimettere in carreggiata la Tmc, interessandosi al settore della NLP.
Axe ordina ai suoi uomini di scavare negli affari del preside Kessel, una persona talmente generosa da aver istituito delle borse di studio in favore di rifugiati delle zone di guerra. Indeciso su come comportarsi, se lasciare che Gordie venga espulso oppure tentare in ogni modo di salvarlo, Axe chiede consiglio a Wendy che gli fa capire come essere genitore sia una sfida estremamente difficile, al punto che ogni decisione avrà comunque delle conseguenze. Axe sceglie di salvare Gordie, minacciando Kessel di rivelare che gli studenti a cui ha concesso la borsa di studio lavorano in nero dentro casa sua. Axe baratta il suo silenzio sulla faccenda con la riammissione di Gordie, tenendo inoltre una lezione agli studenti in cui insegna loro che il mondo fuori dalle mura scolastiche è per gli squali come lui. Chuck chiede a suo padre di sistemare la questione delle donazioni a Yale, ma Charles vuole essere invitato con Roxanne a casa sua per conoscere Wendy e il resto della famiglia. Chuck implora Wendy di partecipare, annunciandole il ritiro dell'ingiunzione che le bloccava i conti correnti.
Dopo aver visto quanto si è prodigato Axe per Gordie, Wags desidera riallacciare i rapporti con i numerosi figli che ha sparpagliato in giro. L'ennesimo investimento sbagliato di Taylor convince Sara che è venuto il momento di andarsene dalla Tmc. Axe convince Nico Tanner, un abile artista su cui aveva messo gli occhi Michael, a lavorare su commissione per lui.
- Ascolti USA: telespettatori 568.000 – rating 18-49 anni 0,09%[6]

## Riqualificazione
- Titolo originale: Opportunity Zone
- Diretto da: Laurie Collyer
- Scritto da: Brian Koppelman, David Levien e Emily Hornsby

### Trama
Axe punta ad avviare un grande progetto di riqualificazione per Yonkers, il suo comune di nascita, un territorio a fiscalità avvantaggiata. Per ottenere l'appalto, Axe sceglie di allearsi con Franklin Sacker, il padre di Kate, una persona integerrima e per di più afroamericana. Michael tenta di convincere Sacker a passare dalla sua parte, però il legame con Axe è troppo forte per poter essere reciso. Chuck inizia a insegnare a Yale, entrando in confidenza con la collega Cat Brant, una sua appassionata seguace che sprona gli studenti a cogliere l'opportunità di avere un professore così in vista nel mondo della legge. Axe si serve di Wendy per aiutare Nico a superare il blocco del pittore, non essendo riuscito a realizzare alcunché da quando lo ha ingaggiato. Wendy avvia una mediazione tra Axe e Taylor, poiché l'amalgama tra il business tradizionale della Axe Capital e le spinte innovative della Tmc non ha ancora funzionato. Wags frequenta suo figlio George, diventato un fervente credente che cerca di spingerlo sulla buona strada.
Kate non è felice all'idea che suo padre collabori con Axe, ma il genitore non raccoglie i suoi avvertimenti circa la doppiezza dell'ingombrante socio. In vista del lancio della campagna elettorale per il Congresso, Kate ha comprato casa nel quartiere popolare, nonostante il genitore spingesse per una sistemazione più altolocata a Upper East Side. Taylor sta cercando di convertire i più importanti manager del settore petrolifero alla sostenibilità. Dopo alcuni incontri non andati a buon fine, Taylor chiede l'aiuto di Wendy che le consente di chiudere positivamente una trattativa. Reputando vincente la loro collaborazione, Taylor propone a Wendy di collaborare stabilmente con la Tmc per farla crescere oltre ogni limite. Intanto, Taylor accetta che Mafee trascorra più tempo con gli ex colleghi della Axe Capital, avendo riscontrando come il socio sia più produttivo quando sta in loro compagnia nella sala di scambio.
Il consiglio comunale di Yonkers ascolta le proposte per il progetto di riqualificazione, con Charles, Axe e Michael in lizza per l'appalto. Chuck aveva proposto a Michael un'alleanza anti-Axelrod, incassando un rifiuto perché Michael non vuole rinnegare i propri principi e battere Axe onestamente. Michael chiama in causa Marco Capparello per screditare Axe sul precedente Sandicot. A sua volta, Axe mette fuori gioco Charles per aver tentato di spostare il casinò in una zona di sua proprietà. Facendo leva su Savion Williams, un ragazzo che vive nella sua vecchia casa, Axe dimostra il suo attaccamento a Yonkers e promette che farà di tutto per aiutare i giovani come lui a trovare un futuro migliore, senza però perdere il legame con la comunità. Axe vince l'appalto ed è pronto a mantenere la promessa di tornare a vivere a Yonkers, tuttavia una telefonata di Michael gli fa cambiare idea perché il suo avversario lo ha deriso per il fatto che, pur atteggiandosi a uomo di mondo, è sempre rimasto un pezzente di quartiere. Colto nel vivo, Axe cambia idea e torna nel suo mondo dorato. Kate, bramando vendetta nei confronti del padre, rivela a Chuck che il genitore è in affari con Axe anche per la questione della banca.
- Ascolti USA: telespettatori 625.000 – rating 18-49 anni 0,09%[7]

## Accordo
- Titolo originale: Contract
- Diretto da: Adam Bernstein
- Scritto da: Theo Travers

### Trama
Chuck e Kate bussano alla porta di Leah Calder, la funzionaria responsabile della concessione delle licenze bancarie, chiedendole di ostacolare la pratica di Axe. La Calder si dice disposta a collaborare in cambio di un favore personale, vale a dire recuperare l'anello di famiglia che l'ex fidanzata di suo figlio non intende restituire. Per assolvere questo compito Chuck assolda Jackie Connerty, il fratello di Bryan, che pone la condizione di andarlo a trovare in carcere perché gli deve dire qualcosa di importante. In realtà, quello che Bryan desiderava fare era tirargli un pugno. Randy Kornbluth avverte Axe che un giornalista di Yonkers sta per pubblicare un articolo in cui lo attacca per non essersi presentato alla cena a casa di Savion. Axe deve bloccare l'uscita del pezzo, altrimenti la vicenda della banca andrà sicuramente in fumo.
Chuck e Wendy iniziano nuove relazioni, frequentando rispettivamente Cat e Nico. I loro primi appuntamenti sono però interrotti perché Charles ha avuto un malore ed è stato trasportato in ospedale. Al padre di Chuck è diagnosticata un'insufficienza renale e necessita di un trapianto. Axe orchestra assieme ai suoi collaboratori una messinscena per gettare discredito sulla Vark Community Bank di Yonkers. Dopo che Axe lo aveva incaricato di trovare un amministratore delegato per la banca, Wags propone sé stesso per la carica. Tuttavia, Leah Calder ha ottenuto quello che voleva da Chuck e quindi pone un netto rifiuto alla concessione della licenza ad Axe. Taylor e Wendy chiudono l'accordo per avviare il loro impact fund, la Taylor Mason Carbon, controllando rispettivamente il 60 e il 40%.
Axe ha saputo che sua madre Lauren è ancora in contatto con il padre, un farabutto che li ha abbandonati quando era piccolo e che picchiava la moglie. Savion si appresta a lasciare Yonkers, promettendo ad Axe che non parlerà con il giornalista e quindi il tanto temuto articolo non uscirà. Con l'aiuto di Wendy, Axe trova il modo di esorcizzare il passato distruggendo la macchina che sua madre aveva incautamente venduto al padre.
- Ascolti USA: telespettatori 519.000 – rating 18-49 anni 0,08%[8]

## Il modello nordico
- Titolo originale: The Nordic Model
- Diretto da: Shaz Bennett
- Scritto da: Adam R. Perlman e Stephanie Mickus (soggetto); Adam R. Perlman e Eli Attie (sceneggiatura)

### Trama
Dopo che anche la presidente della SEC gli ha negato la licenza bancaria, Axe incarica i suoi dipendenti di trovare il modo per ottenerla. Chuck fa sequestrare i quadri che Axe aveva acquistato l'anno precedente, tenuti sotto custodia in un porto franco esentasse. Facendo leva sul fatto che Axe ha tenuto alcuni dei dipinti nel suo appartamento, Chuck lo avverte che l'edificio sarà costantemente sorvegliato per controllare che non provi a farli sparire. Axe scopre la relazione tra Wendy e Nico, alterandosi perché il suo artista non ha ancora sfornato alcuna opera da quando lo ha assunto, mentre invece ha trovato l'ispirazione per ritrarre la stessa Wendy mentre dormiva. Chuck non risulta compatibile con il padre per il trapianto di rene, quindi chiede a Wendy di sottoporsi al test. La donna non intende aiutare il suocero, con cui non ha mai avuto un buon rapporto, soprattutto perché lo considera responsabile delle perversioni sadomaso di Chuck.
La vicenda dei quadri finisce sotto la giurisdizione di Mary Ann Gramm, la quale ha nominato un autenticatore che certificherà l'originalità dei dipinti e farà incriminare Axe. Anche Chuck è interessato a danneggiare la Gramm, volendo recuperare il controllo del caso Axelrod. Chuck baratta il caso Axelrod con una promettente inchiesta sul sex work, benché Gramm si dica disgustata dai suoi metodi di gestione del potere. Axe commissiona a Nico un ritratto di Todd Krakow, da cui spera di ottenere l'assist decisivo per la licenza bancaria. Oscar Langstraat ostacola la Tmc in un'acquisizione. Taylor riesce a battere la sua offerta, facendo capire all'ex amante chi comanda adesso nel settore. Chuck è pronto a sferrare il suo attacco contro i quadri di Axe, ma costui è riuscito a farli passare sotto un ente benefico prima dell'autenticazione che lo avrebbe incastrato. Wendy comunica a Charles che si è sottoposta al test, non risultando compatibile, e il suocero le chiede, qualora le cose per lui dovessero mettersi male, di vegliare su Chuck. Mentre Krakow posa per il ritratto nello studio di Nico, Axe si accorge di essere geloso della sua relazione con Wendy.
- Ascolti USA: telespettatori 647.000 – rating 18-49 anni 0,11%[9]

## Una roba senza limiti
- Titolo originale: The Limitless Shit
- Diretto da: David Costabile
- Scritto da: Brian Koppelman, David Levien e Emily Hornsby

### Trama
Chuck assume come stagisti in procura i migliori studenti del suo corso, incaricandoli di indagare su Krakow. Quest'ultimo è riuscito a far ottenere la licenza bancaria ad Axe attraverso una procedura accelerata. Alcuni degli studenti si tirano indietro, avendo capito che l'intenzione di Chuck è palesemente quella di perseguire il segretario al Tesoro a prescindere dai suoi effettivi crimini. Victor Mateo fa provare ad Axe una pillola che aumenta notevolmente le capacità produttive, un'ultima pazzia da trader prima di votarsi completamente al business bancario. Lauren suggerisce a Taylor che sarebbe un gran colpo per la Tmc stringere un accordo con Michael Prince, dovendo entrambi fronteggiare uno scandalo legato allo stagno in Congo che, se emergesse, danneggerebbe le loro attività. Chuck chiede a un amico di trovargli un dottore che "aggiusti" i valori del sangue di suo padre, affinché possa entrare in lista per il trapianto.
Gli stagisti non hanno scovato nulla di utile da usare contro Krakow. Lo stesso Chuck decide di scendere in campo, mettendolo in allarme per una presunta inchiesta a suo carico sui suoi intrallazzi nei paradisi fiscali. Krakow dà in escandescenza durante una riunione di governo, annunciando le proprie dimissioni che automaticamente comportano il blocco della licenza bancaria di Axe. Chuck sottopone l'intera procura al prelievo di sangue, però anche in questo caso nessuno risulta compatibile con Charles. Taylor scopre che i suoi dipendenti stanno assumendo la sostanza di Mateo, avvertendo Axe che le loro società rischiano di imbarcarsi in imprese mirabolanti che potrebbero trasformarsi in cocenti fallimenti. Convinto dalle parole di Taylor, Axe blocca i suoi sottoposti prima che possano compiere azioni irreparabili.
Axe decide di organizzare un'anteprima improvvisata della collezione di Nico, un'occasione di pubbliche relazioni per procacciarsi la licenza bancaria. Taylor annuncia ad Axe che troverà sul bilancio della Axe Capital una perdita causata dall'accordo che la Tmc ha stretto con Michael, la cui presenza è un rischio calcolato che non nuocerà a nessuno. Al contrario, Axe intende il gesto come un'azione ostile da parte di Michael e si prepara a riprendere le ostilità contro di lui.
- Ascolti USA: telespettatori 660.000 – rating 18-49 anni 0,12%[10]

## Copenhagen
- Titolo originale: Copenhagen
- Diretto da: Matthew McLoota
- Scritto da: Adam R. Perlman

### Trama
Michael si appresta a partire per la Danimarca, Paese del quale è ambasciatore straordinario e che lo venera come esempio di manager onesto. Wags è convinto di essere riuscito a trovare un punto debole nella sua apparentemente immacolata immagine, cioè il socio Roger "Scooter" Dunbar che piazzerebbe scommesse illegali. Axe gongola all'idea di poter mettere il rivale nel sacco, ma è lo stesso Michael a comunicargli che le scommesse piazzate da Scooter sono assolutamente legali e tutte rendicontate. Chuck incarica il suo staff di andare a caccia di un donatore compatibile per il padre, scartabellando persino tra tutti i criminali messi in carcere durante la sua carriera. Il procuratore ha tuttavia ben altro a cui pensare. Merle Howard, uno degli stagisti, è entrato in possesso di una fotografia che ritrae il giovane Chuck intento a bruciare le schede elettorali delle elezioni studentesche. Chuck convoca Merle per fargli capire che, se diffonderà la fotografia, compirà il primo passo per diventare esattamente quel tipo di uomo che disprezza così tanto. Merle desiste, ma la preside di Yale vuole che Chuck rassegni ugualmente le dimissioni dall'incarico di professore perché nell'epoca in cui viviamo non è possibile soprassedere su simili comportamenti. A malincuore, Chuck accetta di rinunciare alla docenza.
Poiché la ricerca di un donatore compatibile è sempre più infruttuosa, Charles si prepara al peggio e affida il proprio testamento biologico a Wendy. Iniziando anche lei a preoccuparsi per la situazione del suocero, Wendy spulcia nelle cartelle cliniche dei dipendenti della Axe Capital, sperando di trovare un possibile donatore. Nel frattempo, Chuck è convocato in carcere perché sarebbe stato trovato un donatore in buone condizioni di salute e, soprattutto, compatibile con il padre. Arrivato in prigione, Chuck si trova davanti il dottor Gilbert, la cui intenzione era attirarlo lì per comunicargli che non esiste alcun donatore. Gilbert sta sfruttando le sue competenze mediche per farsi una reputazione all'interno del carcere, avvertendo Chuck che non riuscirà a ricavare nulla di utile rimestando nel torbido. Quando sembrava destinato ad arrendersi sul fronte Michael, Axe trova un insperato aiuto da Dollar Bill Stern. Costui ha scoperto che Michael ottenne il suo primo miliardo vendendo una società messa in piedi con l'amico Phelps, intascandosi però tutti i profitti all'insaputa di Phelps che un mese dopo morì in un incidente stradale, probabilmente indotto dallo shock per il tradimento. Axe convince Brenda, la madre di Phelps che non ha mai perdonato Michael, a rilasciare un'intervista televisiva in cui svela pubblicamente il lato nascosto dell'onesto Prince. Taylor sorprende una sua dipendente, Rian, a lavorare come addetta al catering per un evento benefico. Taylor pretende dedizione assoluta alla Mason Carbon, ponendo Rian davanti alla scelta se continuare a lavorare esclusivamente nella sua società oppure se dedicarsi ad altro. Rian sceglie la Mason Carbon, anche se questo le costerà molto sul fronte della vita privata.
Michael accende il televisore, restando di sasso nel vedere Brenda Phelps metterlo alla berlina. Desideroso di emendare i suoi ultimi peccatucci, Chuck decide di occuparsi del caso della Plainty-Full, una finanziaria rea di aver truffato svariate persone. Quello che Chuck ignora è che la Plainty-Full è appena stata acquistata dalla Axe Capital per un motivo molto semplice: il possesso di una licenza bancaria.
- Ascolti USA: telespettatori 192.000 – rating 18-49 anni 0,02%[11]

## Implosione
- Titolo originale: Implosion
- Diretto da: Neil Burger
- Scritto da: Beth Schacter

### Trama
Axe ha assestato un duro colpo a Michael Prince. Oltre a dover rinunciare al viaggio in Danimarca, il manager si vede costretto a cancellare il suo tradizionale evento benefico "The Mike". Scooter non riconosce più il suo capo che sta tirando i remi in barca. Michael tenta una riconciliazione con Brenda Phelps, ma la donna non vuole sentire ragioni ed è suo desiderio distruggere quell'immagine da finto buono che si è costruito. Il nuovo investimento di Axe è Genio della pizza margherita, una catena di pizze surgelate importate dall'Italia, la cui attività può cominciare dopo che il pizzaiolo Bruno ha dato la sua approvazione al prodotto. Chuck e Kate volano in Delaware per bloccare l'acquisizione da parte della Axe Capital di Plainty-Full, ma il procuratore non intende offrire il suo aiuto in uno Stato che si è sempre contraddistinto per la sua spregiudicata politica a favore delle imprese. Kate accusa Chuck di essere diventato arrendevole da quando suo padre è ammalato. D'altra parte è difficile essere combattivi quando il genitore sta scegliendo la propria bara, al punto che lo stesso Chuck chiede a Ira di scrivegli l'elogio funebre del padre.
Toccato dalle parole dure di Brenda, Michael decide di mettere in vendita tutte le piccole aziende che orbitano attorno alla sua società per restituire loro la libertà. Ad accorgersi dell'importante svendita è Taylor che chiede ad Axe il sostegno finanziario per acquistarle e rafforzare la posizione della Mason Carbon sul mercato. Axe non è affatto convinto di questa mossa, però Wendy si schiera con Taylor e lo convince a cambiare idea, dando l'assenso all'operazione. Successivamente, Axe viene informato che la nave con a bordo il primo carico delle sue nuove pizze è rimasta bloccata nell'Atlantico, a causa di Michael che ha corrotto lo spedizioniere. Talmente determinato nel voler avviare il nuovo business, Axe è disposto a sborsare 10.000.000 $ pur di aprire "forni clandestini" e realizzare delle pizze, del tutto simili alle originali, da spacciare come autentici prodotti italiani. Nel frattempo, Taylor scopre che Axe ha dato l'ordine di svendere le azioni delle società di Prince, tradendo la promessa fatta e causando un forte danno economico alla Mason Carbon. Michael si presenta nell'ufficio di Chuck per chiedere il suo aiuto contro Axe, ma il procuratore gli ricorda che a parti invertite era stato lui a chiamarsi fuori. Stanco di lavorare su commissione perché ha perso il suo estro artistico, Nico interrompe la collaborazione con Axe. Questo automaticamente provoca la fine della sua relazione con Wendy, delusa da un uomo che si è fatto ingolosire dai soldi.
Chuck escogita una mossa diabolica per ostacolare pesantemente Axe: nominare suo padre Charles fiduciario della banca, così da poterne controllare ogni mossa. Axe è però ancora più diabolico, facendo ottenere al padre di Chuck il tanto agognato trapianto di rene che gli salva la vita. Questo significa che Charles sarà in forte debito con Axe, vantando un legame addirittura più stretto rispetto a quello di sangue con il figlio Chuck. Quest'ultimo e Michael decidono che è venuto il momento di stringere un'alleanza contro Axe, alla quale si unisce Taylor che vuole fargliela pagare per la faccenda delle azioni.
- Ascolti USA: telespettatori 392.000 – rating 18-49 anni 0,04%[12]

## Libertà
- Titolo originale: Liberty
- Diretto da: Neil Burger
- Scritto da: Brian Koppelman, David Levien e Emily Hornsby

### Trama
La Axe Capital riapre dopo il lockdown per la pandemia di COVID-19. Essendo in quarantena, Axe si collega da remoto per annunciare ai dipendenti un'enorme novità. La Axe Capital chiude i battenti e verrà sostituita da una nuova società, la Axe Holding Company, che controllerà tra l'altro la nuova Axe Bank. Tutti i dipendenti saranno licenziati e solamente i migliori verranno assunti nella nuova società. Chuck organizza una cena jeffersoniana, accogliendo in casa sua Michael e collegati da remoto Kate, Bob Sweeney, Mary Ann Gramm e la senatrice Marcia Vandeveer. Tema del meeting è il rapporto tra libertà e banche, un chiaro riferimento all'attività di Axe. Prima dell'incontro, Chuck ha comunicato a Wendy che intende promuovere un'ingiunzione contro di lei per visionare i conti correnti. Siccome la somma vincolata per il divorzio coinvolge le azioni che la donna detiene presso la Axe Capital, c'è il rischio che Chuck possa guardare direttamente in casa del nemico. L'unico modo che Wendy ha per evitare ciò è versare un conguaglio a Chuck, ma si tratta di parecchi soldi che non è semplice ottenere in sole 48 ore.
Wendy telefona ad Axe per avvertirlo del raduno in corso a casa di Chuck. Axe ci manda Charles, tornato in piena salute dopo il trapianto e ormai fedele ad Axelord anziché al figlio. Alla cena si comincia a discutere di legalizzazione della cannabis, con Michael che è decisamente favorevole perché la sua azienda ne beneficerebbe assai, mentre Chuck è su posizioni decisamente più conservatrici. Al termine del meeting si collega anche Degiulio, il quale lascia intendere come il governo federale si stia muovendo verso la legalizzazione della cannabis a livello federale. Charles riferisce ad Axe che Chuck e Michael hanno discusso piuttosto animatamente della questione, ma Axe ha fiutato che si tratta di una sceneggiata perché la loro comune intenzione è quella di danneggiarlo. Nel frattempo, Taylor si trova a dover gestire Laurel, a cui Axe ha intimato di scegliere tra la Mason Carbon e la Axe Holding Company. Quando vede che Laurel è tentata dalla proposta di Axe, Taylor la invita ad andare da lui, benché ciò significhi rinunciare alla sua più fidata collaboratrice con cui ha costruito la Mason Carbon. Wendy espone ad Axe il problema che si sta creando con Chuck, ottenendo da lui i fondi da versare al futuro ex marito per chiudere la loro vertenza, affinché il procuratore non si intrufoli nel suo business. Michael ringrazia Chuck per la stimolante serata, auspicando di riuscire a danneggiare Axe.
Wendy vuole sapere da Axe per quale motivo ha interrotto la collaborazione con Nico. Axe rivela finalmente quello che ha tenuto nascosto a lungo: era geloso di Nico perché è innamorato di Wendy.
- Ascolti USA: telespettatori 318.000 – rating 18-49 anni 0,03%[13]

## Fumata della vittoria
- Titolo originale: Victory Smoke
- Diretto da: Dan Attias
- Scritto da: Adam R. Perlman

### Trama
Il procuratore generale del Delaware sta tenendo la Axe Bank bloccata nel periodo di prova, il che significa che la banca non può acquisire i fondi più consistenti. L'unico modo per sbloccare l'impasse è che Charles, il fiduciario della banca, perori la causa di Axe davanti al governatore, assicurando che non sono stati commessi reati. Charles è disposto ad aiutare il rivale del figlio, tuttavia vuole partecipare agli utili del business sulla cannabis che Axe, prendendo spunto dalla cena jeffersoniana a casa Rhoades, intende avviare. Liz e Gail, le figlie di Michael, vorrebbero cominciare a lavorare nella finanza e non dispiacerebbe loro fare uno stage nell'azienda paterna. Pur avendo sempre spinto le figlie a studiare, non rinunciando alla giovinezza come ha invece dovuto fare lui, Michael decide di affidare loro un incarico: convincere Winslow, ceo della FYC (Fine Young Cannabis), a firmare con la sua società. Acquisire la FYC, leader nel mercato della cannabis, è di fondamentale importanza per acquisire un vantaggio decisivo nei confronti della Axe Capital. Chuck incarica Kate di redigere la memoria da presentare alla Corte Suprema.
Charles dichiara al procuratore generale del Delaware che la Axe Bank non ha commesso alcuna infrazione, ottenendo così la fine del periodo di prova. Galvanizzato, Axe sferra subito un attacco a Michael, convincendo la Winslow a violare la trattativa riservata con lui e accettare la proposta, a suo dire migliore, della Axe Capital. Benché appaia molto combattuta, Winslow resta fedele a Prince. Taylor assolda Lawrence Boyd, l'ex ceo della Spartan Ives che è da poco tornato in libertà, per sporcare il business della cannabis sul quale sta mettendo le mani Axe. Kate viola l'accordo preso con Chuck di non interferire nella complicata partita a scacchi che si sta giocando, denunciando suo padre alla Gramm per la collusione con Axe. Wags ha intuito la relazione esistente tra Axe e Wendy, poiché il suo capo è diventato stranamente circospetto nelle sue mosse e lei non lo contrasta più come un tempo. Nel frattempo, subodorando un possibile tranello da parte di Taylor, Axe ordina che la Mason Carbon sia messa sotto sorveglianza e debba rispondere a lui per ogni investimento importante. Axe conquista Winslow, vendendole la sua bellissima villa in campagna.
Chuck, Michael e Taylor dovrebbero essere tristi. Al contrario, esultano perché perdere la battaglia era esattamente quello che volevano. La Winslow sta infatti per essere arrestata con l'accusa di traffico di droga e la Axe Bank ha incorporato talmente tanto denaro sporco che presto anche Axe verrà arrestato. Questo comporta comunque conseguenze sul piano affettivo, in particolare per Michael che ha mandato le figlie allo sbaraglio, pur sapendo che avrebbero dovuto perdere. Messo di fronte al suo arresto che avverrà entro 24 ore al massimo, per la prima volta Axe non ha idea di cosa fare.
- Ascolti USA: telespettatori 331.000 – rating 18-49 anni 0,06%[14]

## Senza ritorno
- Titolo originale: No Direction Home
- Diretto da: Dan Attias
- Scritto da: Brian Koppelman e David Levien

### Trama
Chuck fa il suo ingresso nella Axe Capital, chiedendo a Stern se il capo si trova nel suo ufficio. Il dipendente risponde che, per il momento, è ancora quello il suo posto.
43 ore prima. Orrin Bach prospetta una condanna di 15-20 anni per Axe, con conseguenze anche peggiori per Wags, coinvolto quale ceo della banca. Axe decide di sferrare un attacco diretto nei confronti di Chuck, tenendo una conferenza stampa improvvisata davanti al palazzo di giustizia in cui accusa apertamente il procuratore generale di avercela con lui, non essendo mai stato capace di arrestarlo perché non ci sono prove di crimini. Inaspettatamente, Taylor si schiera dalla parte di Axe, esprimendo al vecchio mentore il proprio dispiacere per la situazione in cui tutti quanti si sono venuti a trovare. Chuck convoca Wags in procura, auspicando che, di fronte a una possibile condanna a 25 anni di prigione, possa scegliere di collaborare alle indagini. Wags pare sul punto di cedere, ma è soltanto una finta perché l'ingresso in aula di Axe ribadisce come il suo più fedele collaboratore non potrà mai tradirlo. Un legame che si interrompe è invece quello tra Taylor e Rian. Taylor le suggerisce di lasciare la Mason Carbon, dicendo di volerla proteggere perché è una persona onesta che non merita di immischiarsi con gli affari sporchi. Charles riconosce con Chuck di aver sbagliato, puntando sul gladiatore sbagliato, ma il figlio si mostra comprensivo verso un genitore che aveva ben altri problemi a cui pensare.
La procura e lo stato maggiore della Axe Capital si ritrovano tutti insieme all'hangar dell'aeroporto, dove attendono l'arrivo di Axe per il suo arresto. Il jet atterra, ma al suo interno non c'è Axe. Quest'ultimo è fuggito in Svizzera, nascondendosi dentro la stiva di un altro velivolo, riparando in un Paese europeo che non contempla l'estradizione e dal quale potrà osservare l'infuriare della battaglia. Ciò gli è costato però un prezzo molto pesante. Axe si è infatti dovuto accordare con Michael Prince, il cui unico obiettivo era affondarlo nel campo degli affari, ma non ha alcun interesse a farlo finire in carcere. Cogliendo la disperazione del vicolo cielo in cui si è infilato Axe, Michael mette sul piatto 2.000.000.000 $ per comprare tutta la Axe Holding Company, comprese la banca e la Mason Carbon. Axe vorrebbe tenersi almeno quest'ultima, ma Michael insiste per controllare anche la società di Taylor. Prima di partire per la Svizzera, Axe chiede a Wendy di seguirlo. La donna respinge l'invito, affermando che la sua vita è a New York.
Presente. Chuck entra nello studio che un tempo era di Axe, dove seduto dietro la scrivania ora c'è Michael. L'uomo ha deciso di tenere Wags a bordo, mettendo in chiaro che si aspetta da lui e da tutti i dipendenti lealtà assoluta, anche se il suo braccio destro resta il fidato Scooter. Chuck è ovviamente molto deluso dal comportamento di Michael, il quale ha offerto una scappatoia ad Axe e, appropriandosi della sua azienda, ha perseguito il proprio interesse personale. Chuck promette a Michael che, dopo aver eliminato Axe, riuscirà a fare altrettanto con lui.
- Ascolti USA: telespettatori 394.000 – rating 18-49 anni 0,05%[15]